# Johann Sklenka
Johann Sklenka (* 5. März 1911 in Saalfelden; † 5. August 1983 in der Lungenheilstätte Hochegg, Marktgemeinde Grimmenstein) war ein österreichischer Komponist, Kabarettist, Schauspieler und Regisseur.

## Leben
Johann Sklenka studierte am Mozarteum in Salzburg und an der Musikakademie Wien und nahm Schauspielunterricht. Er spielte an verschiedenen Theatern – meist Kleinkunstbühnen – im In- und Ausland, zum Beispiel im Wiener Kabarett ABC. Ab 1956 war er beim ORF als Regisseur und Komponist tätig.
Johann Sklenka starb an einem Lungeninfarkt. Er ruht auf dem Helenenfriedhof in Baden bei Wien (Gruppe 8, Reihe 2, Nummer 16).

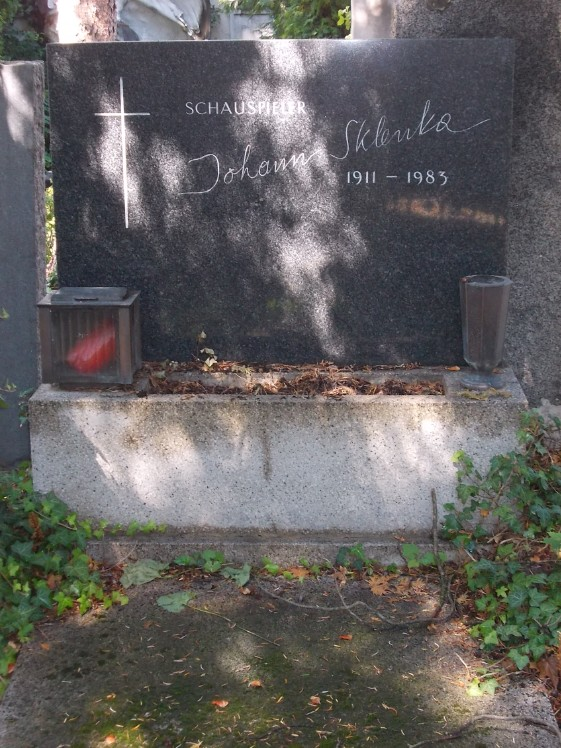
Grabstätte von Johann Sklenka

## Musikalische Werke
- Der schlaue Hans. (Oper) – Uraufführung im Programm der Wiener Festwochen: 6. Juni 1967, Wiener Kammeroper[2]
- Wr. Domestiken (Singspiel)
- Heut schau ich ins Glaserl rein (Wienerlied)
- Komm und trink mit mir Bruderschaft (Wienerlieder)
- Iglauer Polka (Tanzmusik)
- Bühnenmusik zu Anton Tschechows Drei Schwestern
- Fiedelbüchlein. Den jungen Freunden des Violinspiels herzlichst gewidmet. Zum Zusammenspiel mit dem Klimper- und Violoncellobüchlein, eine Ergänzung für jede Violinschule. (Musikdruck). Doblinger, Wien (u. a.) 1963.

## Literarische Werke
- Glaubwürdiges und Unglaubwürdiges aus dem Alltag. (Fünf Erzählungen). Bläschke, St. Michael 1980, ISBN 3-7053-1238-3.
- Mein Installateur der Bundeskanzler. Bericht aus dem Jahre 2011. Bläschke, St. Michael 1980, ISBN 3-7053-1237-5. (Auflage 1983: ISBN 3-900335-11-7).
- Anstand als Weltanschauung. Bläschke, St. Michael 1981, ISBN 3-7053-1478-5.
- Die Nacht ist lang. Gereimte Prosa. Bläschke, St. Michael 1981, ISBN 3-7053-1477-7.

## Filmografie (Auswahl)
- 1954: Schicksal am Lenkrad, Regie: Aldo Vergano
- 1963: Charleys Tante, Regie: Géza von Cziffra
- 1969: Hilfe, ich liebe Zwillinge!, Regie: Peter Weck
- 1970: Der Querulant, Regie: Vaclav Hudecek
- 1971: Hochwürden drückt ein Auge zu, Regie: Harald Vock
- 1972: Briefe von gestern, Regie: Walter Davy
- 1974: Ach jodel mir noch einen, Regie: Hans Georg Keil
- 1975: Die Kleine mit dem süßen Po, Regie: Georg Tressler
- 1975/78: Lady Dracula, Regie: Franz Josef Gottlieb